# Claterna submemorans
Claterna submemorans là một loài bướm đêm trong họ Noctuidae.